# アルベルト・フォン・ロートシルト

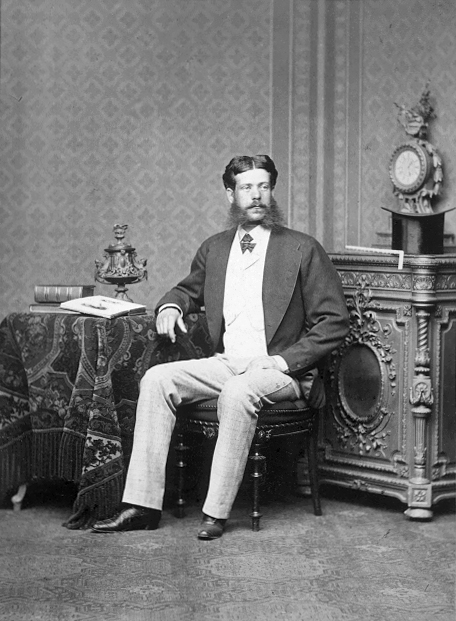
アルベルト・フォン・ロートシルト

アルベルト・ザロモン・アンゼルム・フォン・ロートシルト男爵（ドイツ語: Albert Salomon Anselm Freiherr von Rothschild、1844年10月29日 - 1911年2月11日）は、オーストリアの銀行家、貴族。
ウィーン・ロートシルト家（英語読みでロスチャイルド家）の第3代当主。

## 経歴

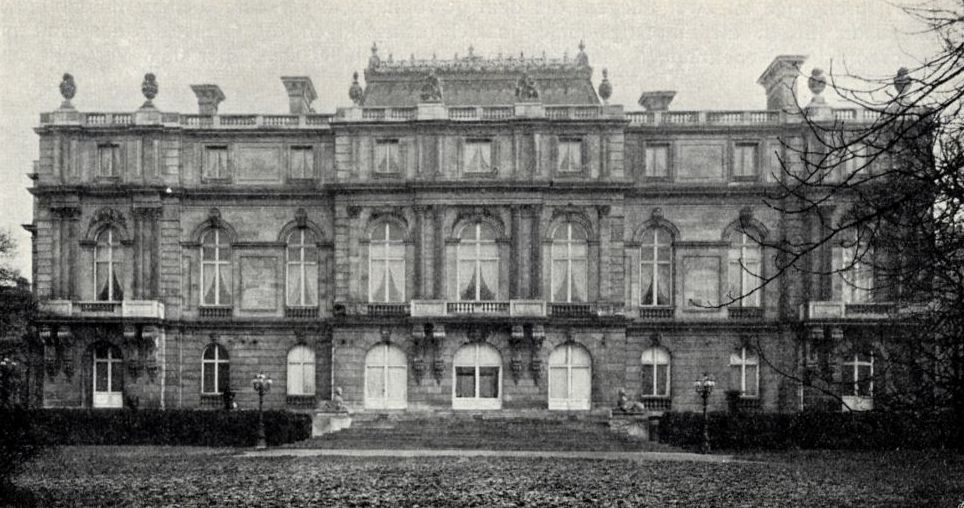
アルベルト・ロートシルト宮殿

アンゼルム・フォン・ロートシルト男爵とその妻シャルロッテ（英国ロスチャイルド家の祖ネイサン・メイアー・ロスチャイルドの娘）の四男として誕生。
1874年に父が死去し、父の命令でウィーン・ロートシルト家の銀行業を継承した。ロンドン・ロスチャイルド家やパリ・ロチルド家のような兄弟パートナー体制はとらず、ウィーン・ロートシルト家の全ての事業を彼一人で受け継いだ。
ウィーンのプリンツ・オイゲン街（Prinz-Eugen-Straße）に16世紀風の邸宅アルベルト・ロートシルト宮殿を建設した。
ハプスブルク家の宮殿には高位貴族となってから4代を経なければ参内できない習わしがあり、貴族となってまだ3代目のアルベルトは参内できる立場にないはずだったが、皇帝フランツ・ヨーゼフ1世の計らいにより、1887年にロートシルト家は特例で参内してよいこととなった。これ以降ロートシルト家は皇帝フランツ・ヨーゼフや皇后エリーザベトと家族ぐるみの付き合いをするようになった（とりわけアルベルトの姉ジュリーとエリーザベト皇后は親友となった）。
1911年2月11日に死去。銀行業は三男のルイスに委ねた。

## 人物
熱心な登山家であり、マッターホルン登頂も行った。

## 家族
フランス・ロチルド家の当主アルフォンス・ド・ロチルドの娘ベッティーナ・カロリーネと結婚し、彼女との間に以下の7子を儲ける。
- 第1子（長男）ゲオルク・アンゼルム・フォン・ロートシルト（1877-1934）
- 第2子（次男）アルフォンス・マイアー・フォン・ロートシルト（1878-1942）
- 第3子（長女）シャルロッテ・エステル・フォン・ロートシルト（1879-1885）
- 第4子（三男）ルイス・ナタニエル・フォン・ロートシルト（ドイツ語版）（1882-1955）：銀行業を継承
- 第5子（四男）オイゲン・ダニエル・フォン・ロートシルト（1884-1976）
- 第6子（次女）ヴァレンタイン・ノエミ・フォン・ロートシルト（1886-1969）：ジギスムント・フォン・シュプリンガー男爵と結婚
- 第7子（五男）オスカー・ルーベン・フォン・ロートシルト（1888-1909）